# Велье (озеро, Печорский район)
Велье — озеро в Изборской волости Печорского района Псковской области.
Площадь — 1,8 км² (180,0 га). Максимальная глубина — 3,8 м, средняя глубина — 1,5 м.
На северо-восточном берегу расположена база отдыха и деревня Велье.
Проточное. Относится к бассейну реки Вруда, притока Кудеба, который в свою очередь впадает в Великую.
Тип озера лещово-плотвичный с уклеей. Массовые виды рыб: щука, плотва, окунь, лещ, густера, уклея, красноперка, карась налим, линь, девятииглая колюшка, вьюн, щиповка, пескарь; раки (единично).
Для озера характерны: низкие, отлогие и крутые берега, на значительном протяжении заболоченные; дно в центре — илистое, в прибрежье — ил, песок, заиленный песок, камни, есть сплавины.